# Scaptomyza dubautiae
Scaptomyza dubautiae är en tvåvingeart som beskrevs av Hardy 1965. Scaptomyza dubautiae ingår i släktet Scaptomyza och familjen daggflugor. Inga underarter finns listade i Catalogue of Life.